# NGC 545
NGC 545 je galaksija u zviježđu Kit.

## Vanjske poveznice
- SEDS: NGC 0545